# Kunzeana tessellata
Kunzeana tessellata är en insektsart som beskrevs av Ruppel och Delong 1951. Kunzeana tessellata ingår i släktet Kunzeana och familjen dvärgstritar. Inga underarter finns listade i Catalogue of Life.